# 計画配送
計画配送（けいかくはいそう）は、荷物を受注した時点で出荷して配送を行うのではなく、事前に配送ルート、配車、運行、配送時間などを決めて配送する配送方式。

## 概要
荷物を受け入れてその都度出荷するのではなく。配送する荷物を受け入れる時刻に締めきり時間を設定し、受け入れた荷物を分別するなどの出荷作業の後一定時間後に配送する形式をとる。
配送する配送ルート、配車、運行、配送時間などは予め決められており、締めきりに間に合わなかった荷物は次の便での出荷となる。

## 郵便局における計画配送
郵便物集配の現場では料金後納郵便などで消印の無い郵便物、書面に日付の無い郵便物、郵便追跡サービスの無い郵便物などは、遅配が受取人に気付かれないため『計画配送』（計配）と称して後回しにする場合がある。
郵便事業株式会社と日本通運は2010年、ヤマト運輸や佐川急便2強が市場の7割以上を握り、年々寡占化が進んでいる状況を打破しようとし、赤字事業部門だった郵便事業株式会社のゆうパックと、日本通運のペリカン便を事業統合し規模の経済による効率化を目指したJPエクスプレスを発足させた。しかし、統合により混乱が生じたために日本郵政公社と郵便事業株式会社を通して初めて通期での営業赤字に転落した。
郵便事業株式会社は、経営状態が悪化する中で人件費の削減による経営状態の改善を図り、能力給ランクが高く賃金の高いベテランの期間雇用社員を契約更新せず雇い止めにした。そのために、人手不足に陥り当日配達分の郵便物を全部配達可能な配送計画が立てられなくなり、配達が遅れる「遅配」、3誤と呼ばれる「誤配達、誤還付、誤転送」、郵便物が全く配られない区域「欠区」、配りきれない郵便物の隠匿や破棄などの「郵便犯罪」、などの問題が多発し計画配送の量が増加していった。2011年12月上旬、越谷市支店（埼玉県）と船橋市支店（千葉県）が、三六協定違反や配達出来ない郵便物を廃棄したとして労働基準監督署、監督省庁である総務省、さらには自社の監査部門から立ち入り調査を受けるなどした。
大手ネットショッピングサイトであるアマゾンからの受注は、発注料金こそ安いものの発送される物量が多く、アマゾンへの今後の更なる成長への期待もあって、書留や特定記録郵便などの配達を後回しにしてアマゾンの郵便物を優先する措置が取られている。